# Fonds de solidarité vieillesse
Pour les articles homonymes, voir FSV.
Le Fonds de solidarité vieillesse (FSV) est un établissement public à caractère administratif français créé en 1993 et dont la mission est de financer des prestations de solidarité non contributives, c'est-à-dire n'exigeant aucune cotisation antérieure. Il est à l'origine du versement du minimum vieillesse. 

## Histoire
Le Fonds de solidarité vieillesse est créé par la loi n° 93-936 du 22 juillet 1993. Cette loi a déterminé les missions du Fonds.
La Contribution sociale généralisée (CSG) créée en 1990 est l'exemple phare du souhait des différentes politiques publiques d'insérer une dose d'impôt dans un système de retraite par répartition s'acheminant vers de graves difficultés financières. 
Le poids du FSV s'est accru avec le temps. Entre 2008 et 2011, les dépenses ont augmenté de 15,3 %/an en moyenne, du fait de la hausse du chômage et de la crise économique. 
En 2019, le FSV a généré des transferts financiers pour 18,7 Md€, principalement en faveur de la Caisse nationale d'assurance vieillesse (91 % des transferts). 
Pendant la pandémie de Covid-19, le déficit du FSV a atteint 2,5 Md€.
Le XXII de l'article 24 de la loi de financement de la sécurité sociale pour 2025 transfert les droits et obligations du FSV à la CNAV à compter du 1er janvier 2026.

## Missions

### Mission permanente
La mission permanente du Fonds de solidarité vieillesse est la prise en charge des avantages d'assurance vieillesse à caractère non contributif relevant de la solidarité nationale, à savoir, aujourd'hui, le versement du minimum vieillesse, qui n'exige aucune cotisation de la part de celui qui le reçoit.

### Missions exceptionnelles ou transitoires
Le FSV a pu porter, par le passé, des missions exceptionnelles ou transitoires. 
La loi de finances pour 1994 lui a ordonné d'assurer le remboursement échelonné à l'État, en capital et en intérêts, des sommes nécessaires à la prise en charge par celui-ci des avances accordées à l'Agence centrale des organismes de sécurité sociale ; cette mission a depuis été abrogée.
Le FSV a aussi géré pendant un temps la Caisse nationale de solidarité pour l'autonomie instituée par la loi nº 2004-626 du 30 juin 2004 relative à la solidarité pour l'autonomie des personnes âgées et des personnes handicapées.
Entre 2011 et 2019, le FSV a versé une partie du minimum contributif. Jusqu’en 2015, il a financé des majorations des pensions pour enfants servies par la CNAV, la MSA et le RSI.

## Gouvernance
Le FSV est placé sous la double tutelle des ministres chargés de la sécurité sociale et du budget.
Il  est administré par un conseil d'administration composé de sept membres, dont le président est nommé par décret, pour une durée de trois ans. Les autres membres du conseil sont des représentants des ministères chargés de la sécurité sociale, du budget, de l'économie et des personnes âgées. Leur mandat est de trois ans. Le président assure également la fonction de directeur. 
Le FSV conduit son action  en relation avec 23 régimes de retraite de base et un régime de retraite complémentaire (AGIRC-ARRCO).
Le FSV dans son rapport annuel d'activité décrit les actions, les recettes, les dépenses et leurs évolutions.

## Financement
Le financement du FSV est principalement assuré par :
- la CSG, ainsi que des contributions sociales diverses (forfait social, prélèvement sur les revenus du capital, ...) ;
- des impôts et taxes affectés (comme la contribution sociale de solidarité des sociétés, la taxe sur les salaires, ...) ;
- des produits divers (produits financiers…).

Sont affectés au FSV, par la loi de financement de la sécurité sociale pour 2017 :
- sur les revenus de remplacement : 2,94 points de la CSG, pour des recettes totales d'environ 8 milliards d'euros en 2022 (41,2% du total)[6] ;

- sur les produits de placement : 6,67 points[6] (sur 9,20) de la CSG , 3,12 points (sur 4,50) du prélèvement social et les 2,00 points du prélèvement de solidarité;
- sur les revenus du patrimoine : 6,67 points[6] (sur 9,20) de la CSG , 3,12 points (sur 4,50) du prélèvement social et les 2,00 points du prélèvement de solidarité;